# A83公路

路標

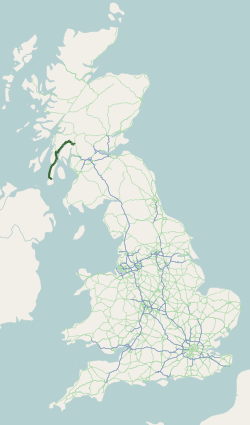
路線圖

A83公路是英國蘇格蘭阿蓋爾-比特的一條幹線公路，始於洛蒙德湖西北岸的塔伯特並與A82公路連接，貫穿金泰爾半島，以坎貝爾敦為終點。全長157.4公里。